# Lulu (opera)
A Lulu Alban Berg háromfelvonásos operája előjátékkal, amelynek szövegkönyvét Frank Wedekind A Föld szelleme és Pandóra szelencéje című tragédiája nyomán a zeneszerző írta. A még kétfelvonásos opera ősbemutatója 1937. június 2-án volt Zürichben, a háromfelvonásosra kiegészített változatot (a munkát Friedrich Cerha végezte el) 1979. február 24-én mutatták ben Párizsban.

## Az opera keletkezése
Berg színházi élmények hatására kezdett el foglalkozni a Lulu gondolatával, 1905. május 29-én látta ugyanis látta Frank Wedekind (1864–1918) színműve, a Die Büsche der Pandora premierjét. A történet folyamatosan foglalkoztatta (Berg mindig is vonzódott az erotikus témákhoz), barátai is ösztönözték a megzenésítésre. Ennek ellenére csak mintegy húsz évvel később, 1928 tavaszán fogott hozzá a szövegkönyv írásához, és egy év múlva végzett vele. A librettó témáját Wedekind két, egymás folytatásaként értelmezhető drámájából, az Erdgeist (A föld szelleme) és a Die Büsche der Pandora (Pandóra szelencéje) foglalta össze. A két darabot úgy fűzte össze, hogy A föld szelleme utolsó felvonásából és a Pandóra első felvonásából rakta össze operája második felvonását. Ismerte Karl Kraus, az 1905-ös bemutató rendezőjének a tanulmányát is a darabról, amelynek megállapításaival teljesen egyetértett. Kraus ugyanis Lulut a szerelem labirintusaként mutatta be, amely labirintusban mindenki, aki közelít hozzá, józan eszét veszti. Lulu a nőiesség démona, aki összezúz mindent és a világ is összezúzza őt. Az első drámában még ő a történtek aktív közreműködője, létrehozója, a második drámában viszont már csak sodorják az események.
A komponálással lassan haladt, 1934-ben fejezte be, de lényegében csak az első két felvonással készült el, és a hangszerelést egészen a haláláig javítgatta. A harmadik felvonásból csak az énekszólamok készültek el, meghangszerelt még két zenekari részletet (Variációk, Adagio), és fennmaradt még néhány vázlata is. Berg a bemutatót nem érte meg, 1935-ben elhunyt. A kétfelvonásos operát 1937-ben mutatták be Zürichben.

## Szereplők
| Szereplő                        | Hangfekvés           |
| ------------------------------- | -------------------- |
| Lulu                            | magas drámai szoprán |
| Geschwitz grófnő                | mezzoszoprán         |
| Öltöztetőnő                     | alt                  |
| Gimnazista                      | alt                  |
| Dr. Goll, egészségügyi tanácsos | próza                |
| Festő                           | lírai tenor          |
| Dr. Schön, főszerkesztő         | hősbariton           |
| Alwa, író, Dr. Schön fia        | tenor                |
| Állatszelídítő Rodrigo, artista | buffó basszus        |
| Schigolch, öregember            | basszus              |
| Herceg, Afrika-utazó            | buffó tenor          |
| Komornyik (második felvonás)    | tenor                |
| Színházigazgató                 | buffó basszus        |
| Komornyik (harmadik felvonás)   | alt                  |
| Rendőrbiztos                    | buffó bariton        |
| Egy fekete                      | tenor                |
| Jack, a hasfelmetsző            | bariton              |
| Márki, leánykereskedő           | tenor                |
| Bankár                          | mély basszus         |

- Zenekar: nagy szimfonikus zenekar, néhány speciális hangszerrel.
- Énekkar: nincs.
- Tánckar: nincs.
- Történik: egy német városban, Párizsban és Londonban, a 19. században.
- Játékidő: 3 óra.

## Cselekmény

### Előjáték
Az állatszelídítő jelenik meg a leeresztett függöny előtt, és tájékoztatja a nagyérdeműt, milyen látványosságok várják a cirkuszban: tigris, medve, majom és mindenféle. Egyet be is mutat: a cirkuszi szolgák kihoznak egy kígyót, Lulut, Pierrot-kosztümben.

### Első felvonás
- 1. kép: A festő Lulut festi a műtermében, akit most nem kísért el férje, dr. Goll a festőhöz. Megérkezik Alwa, hogy magával vigye apját, dr. Schönt, színdarabjának főpróbájára. A festő és Lulu egyedül maradt, s a festő hevesen udvarolni kezd a nőnek, csakhogy megérkezik a férj, és felindulásában holtan esik össze.
- 2. kép: Lulu már a festő felesége. Egy levél Schön doktor eljegyzéséről ad hírt. Megérkezik Schigolch, állítólag Lulu apja, hogy pénzt kérjen a nőtől. Befut Schön is, aki az eljegyzése kapcsán kialakult helyzetről akar beszélni Luluval: már nem járhat bármikor hozzá szokásos együttlétükre (amiről a festő természetesen semmit nem tud). Lulu nem akarja az új helyzetet elfogadni. A vita közben belép a festő, Lulu távozik, és Schön – némi változtatással – elmeséli a férfinak történetüket. Még tizenkét éves korában szedte fel az utcán a virágárus Lulut, szállást és ruhát adott neki, majd elhelyezte egy ismerős asszonynál. Amikor felesége halála után új menyasszonya lett, Lulu ezt meg akarta akadályozni, mert ő akart Schön felesége lenni. A valóság azért eltért ettől: a lányt előbb Goll doktorhoz adta hozzá, majd a festőhöz, s közben persze háborítatlanul folytatta a viszonyát Luluval. Most azonban meg akar szabadulni tőle. A festő megtörten hallgatja a történetet, majd a szomszéd szobában öngyilkos lesz. Alwa érkezik a hírrel: Párizsban forradalom tört ki. Ekkor találják meg a vérbe fagyott festőt, és Schön kihívja a rendőrséget.
- 3. kép: Schön doktor táncosnőként helyezte el Lulut, aki éppen fellépésére vár az öltözőjében. Lulu tudja, hogy a férfinak újabb hátsó szándéka van vele: egy gazdag emberhez akarja hozzáadni. Be is szervez egy Afrika-utazó herceget, de hiba csúszik a számításba: Schön a menyasszonyával együtt megjelenik az előadáson, ahol Lulu ezt észrevéve botrányt csinál. Schön felelősségre vonja a nőt, de egyre inkább Lulu lesz a helyzet ura. Lediktál egy levelet a férfinak, amelyben közli a menyasszonyával, hogy felbontja eljegyzését.

### Második felvonás
- 1. kép: Lulu már Schön felesége. A házban – Schön távollétében – érdekes alakok fordulnak meg, valamilyen módon mind Lulu vonzáskörében vannak: egy leszbikus grófnő, egy diák, Schigolch, akiről kiderül, hogy nem Lulu apja, van még egy akrobata is és a komornyik. A nagy kavarodás közben még befut Alwa is, a gyanús alakok pedig elbújnak. Schön fia is szerelmet vall Lulunak, aminek már a közben visszatérő férj is tanúja lesz. A két feldúlt férfi távozik, ezt kihasználva lelép az artista is. Schön doktor revolverrel tér vissza, és őrjöngve nyomja Lulu kezébe: lőjön! Lulu öt lövéssel végez férjével, de a férfi még figyelmezteti fiát: ne higgyen a nőnek, mert ő lesz a következő áldozat. Lulu könyörög Alwának, hogy ne adja ki a hatóságoknak, de a rendőrség megérkezik.
- 2. kép: Alwa szereti Lulut, és Schön, immár Lulu házában az artistával és Schigolchhal egy fantasztikus szöktetési kísérletet terveznek Franciaországba. Mikor azonban látják, hogy Lulu milyen rossz állapotban van, a terv kútba esik. Amikor Lulu és Alwa egyedül maradnak, kiderül, hogy Lulu csak tettette a betegséget, s mindezt azért, mert a grófnővel ő másik, biztosabb tervet eszelt ki. A grófnő, aki egy kolerakórházban dolgozott, magára vette egy elhunyt beteg ruhadarabjait. Ezeket az alsóruhákat – börtönbeli látogatása során – átadta Lulunak, és így mindketten megbetegedtek kolerában, és a kórház elkülönítő részlegébe vitték őket. A grófnő két nap múltán gyógyultan távozott, de „valamit ottfelejtve” még visszament a kórterembe. Hasonlóvá maszkírozták egymást, átöltöztek és Lulu Geschwitz grófnőként távozott, a Luluba szerelmes grófnő pedig átvállalta a tíz év börtönt. Alwa örül, ám Lulu csak egy rideg kérdést vet oda: Ez még az a dívány, amin apád elvérzett?

### Harmadik felvonás
- 1. kép: Lulu és Alwa fényűző körülmények között élnek Párizsban. Házukban igencsak vegyes összetételű társaság gyűlik össze. Egy részük még Németországból jött Lulu után, de vannak újabbak is. Ez egyik egy zsidó bankár, aki minden pénzét részvényekbe fektette, aztán van egy lánykereskedő márki, egy újságíró, egy iparművésznő meg még pár gyanús alak. Tudnak róla, hogy Lulut Németországban körözik, és a feljelentőnek komoly pénzjutalom ütné a markát. A márki Kairóba akarja eladni Lulut prostituáltként, és feljelentéssel fenyegetőzik, Schigolchnak is pénz kéne. A részvények elértéktelenedése miatt a bankár is és Alwa is tönkremegy. Lulu a házba érkező rendőrök elől a komornyik ruhájában megszökik.
- 2. kép: Lulu egy ócska londoni padlásszobában él Alwával és Schigolchhal, prostitúcióból tartja fenn magukat. Itt találja meg őket Geschwitz grófnő, aki szintén teljesen elszegényedett. Lulu sorra fogadja vendégeit, egy fekete van soron, aki, amikor észreveszi, hogy nincsenek egyedül a lakásban, attól tartva, hogy ki akarják rabolni, agyonveri Alwát. A grófnő eltünteti a hullát, és már jön is a következő ügyfél: Jack. A férfi eltűnik Luluval a másik szobában, ahonnan rövid idő múlva Lulu halálsikolya hallatszik ki. A grófnő be akar menni, de Jack őt is leszúrja, majd nyugodtan kezet mos és távozik. A grófnő bevonszolja magát szerelméhez, és ő is meghal.

## Az opera színpadra állítása
Berget 1935 végén bekövetkezett halála megakadályozta az opera befejezésében. Két felvonás volt teljesen kész, a harmadikból csak pár részlettel és vázlatokkal készült el. Berg özvegye, Helene Berg úgy gondolta, hogy a harmadik felvonást a fennmaradt részletekből viszonylag könnyedén lehet rekonstruálni. Schönberget és Webernt kérte meg, de visszautasították. Ekkor az özvegy úgy rendelkezett, hogy az operát kétfelvonásosként kell bemutatni és játszani, a továbbiakban már nem fejezheti be senki.
A kétfelvonásos opera ősbemutatója 1937. június 2-án volt Zürichben, az előadáson Nuri Hadzic énekelte Lulut, Maria Bernhard Geschwitz grófnőt, dr. Schönt Asger Stig, Alwát Peter Baxevanos, a festőt Fehér Pál, Robert Denzler vezényelt. Ezt követően németországban mutatták be 1953-ban, Essenben. Amerikában 1963-ban mutatkozott be az opera Santa Fében. Az operából készült utolsó kétfelvonásos felvételt Christoph von Dohnányi vezényelte 1976-ban.
Az Universal kiadó, amelyek a birtokában voltak az opera és valamennyi járulékos anyag biztonsági másolata, 1962-ben megbízta Friedrich Cerha zeneszerzőt a darab befejezésével. A bécsi szerző 1974-re készült el a harmadik felvonással, és miután 1976-ban Helene Berg elhunyt, a szükséges jogi dolgok elrendezése után az új darab készen állhatott a bemutatásra. A teljes operát 1979. február 24-én, Párizsban mutatták be, hatalmas sikerrel, az előadáson Pierre Boulez vezényelt. Ebből készült a Felvételek fejezetben, a sorrendben harmadik lemezfelvétel.
A harmadik felvonás elkészülte után természetesen már csak a teljes változatot játsszák az operaházak. A Magyar Állami Operaházban az 1973/74-es évadban mutatták be az operát, Lulut Kalmár Magda énekelte. A Lulu legközelebb 2009-ben érkezett Magyarországra: a moszkvai Helikon Színház mutatta be Miskolcon, a Nemzetközi operafesztiválon. A darabot Dmitrij Bertman rendezte, az opera zenekarát Konsztantin Hudovszki vezényelte. A sikeres előadáson Tatjana Kuindzsi énekelte Lulut, Larisza Kosztyuk a grófnőt, Vaszilij Jefimov Alwát, Mihail Davidov dr. Schönt, Mihail Szerisov a festőt.

## A mű zenéje

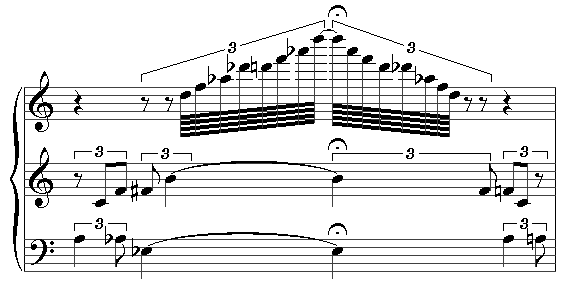
Példa a Lulu tükör-szerkezetére a II. felvonásból

Berg az operáját a tizenkét fokú (dodekafon) szerkesztési elvek szerint komponálta, bár alkalmanként dúrhoz és mollhoz hasonló dallamokat is lehet hallani. A darab tematikus egységét úgy érte el, hogy az összes témát tulajdonképpen egyetlen dodekafon skálából vezette le. Az opera egész vezérmotívumos szerkezetét végső soron Lulura alapozza, s ehhez az alapul választott hangsorból háromszólamú akkordokat alakított ki (a skála 1., 2., 3., majd 4., 5., 6. stb. hangjai). Ezekből egy olyan skálát szerkesztett, amely Lulu jellemző témája lett.
Az alapul választott hangsorból ezután újabb sorokat alkotott, a hetedik hangokból állította elő például Alwa főtémáját, az ötödikekből pedig Geschwitz grófnő témáját (az előbbi kifejezetten moll hatású). Az alapsor 1., 2., 3., 3., 2., 1. hangjaiból áll össze dr. Schön főtémája (ez dúr jellegű). Ez a téma, és az opera több témája is, „tükör” jellegű, de Berg emellett használta még a „rák” (visszafelé) szerkesztési elvet is. A szereplőkre szabott sajátosság még az is, hogy más-más zenei formákkal jellemezte őket: dr. Schön esetén például a szonátaforma, Alwánál a rondó-forma, míg a grófnőnél egyfajta pentatónia.

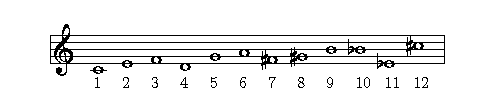
Lulu témájának hangsora

A Lulu zenéjében Berg különös hangsúlyt fektetett a az emberi hangra, és annak minden lehetőségét felhasználta, az egyszerű beszédtől a deklamált énekbeszéden át az „igazi” éneklésig. A zenekar szerepe meghatározott, egyes szereplők esetén végig ugyanazt a hangzásképet alkalmazta. A darabban felhangzó, teljesen azonos zenei részletek a dinamika és a hangszerelés felhasználásával teljesen másnak hatnak. Az opera előadása során kiemelt fontosságú a Berg által feltűnő gondossággal kidolgozott énekszólamok tökéletes megszólaltatása, s ezt segíti elő Berg áttetsző hangszerelése.

## Felvételek (válogatás)
- Lulu – Ilona Steingruber, Geschwitz – Maria Cerny, Dr. Schön – Otto Wiener, Alwa – Hans Libert, Schigolch – Emil Sieger, Festő – Waldemar Kmentt. Zenekar: Wiener Symphoniker, vezényel: Herbert Häfner, a felvétel éve: 1949. Philips A 01496-8 (3 LP); CBS SL 121 (rádiófelvétel)
- Lulu – Anja Silja, Geschwitz – Brigitte Fassbaender, Dr. Schön – Walter Berry, Alwa – Josef Hopferwieser, Schigolch – Hans Hotter, Festő – Horst R. Laubenthal. Zenekar: Wiener Philharmoniker, vezényel: Christoph von Dohnányi, a felvétel éve: 1976. DG 2740213 (3 LP); Decca 430 415-2 (2 CD, az utolsó kétfelvonásos verzió felvétele)
- Lulu – Teresa Stratas, Geschwitz – Yvonne Minton, Dr. Schön – Franz Mazura, Alwa – Kenneth Riegel, Schigolch – Toni Blankenheim, Festő – Robert Tear. Zenekar: Orchestre du Théâtre National de l'Opéra, vezényel: Pierre Boulez, a felvétel éve: 1979. DG 2711 024 (4 LP); DG 415 489-2 (3 CD, az első háromfelvonásos felvétel)
- Lulu – Patricia Wise, Geschwitz – Brigitte Fassbaender, Dr. Schön – Wolfgang Schöne, Alwa – Peter Straka, Schigolch – Hans Hotter, Festő – Graham Clark. Zenekar: Orchestre National de France, vezényel: Jeffrey Tate. a felvétel éve: 1991. EMI 754 622-2 (3 CD)
- Lulu – Laura Aikin, Geschwitz – Cornelia Kallisch, Dr. Schön – Alfred Muff, Alwa – Peter Straka, Schigolch – Guido Götzen, Festő – Steve Davislim. Zenekar: Opernhaus Zürich, vezényel: Franz Welser-Möst, a felvétel éve: 2000. TDK DV-OPLULU (DVD)